# Least Cost Routing
Least Cost Routing（LCR）またはLeast Cost Switch（LCS）とは、ダイヤルされた電話番号を参照し、それに応じて最も通話料金が安い通信事業者を自動的に選択するシステムのこと。類似の、単に特定の通信事業者を自動的に選択するシステムはAutomatic Carrier Routing（ACR）と呼ばれる。

## 概要
日本においては1985年の通信自由化に伴い日本テレコム（現：ソフトバンク）・第二電電（現：KDDI）・日本高速通信（現：KDDI）の新電電3社が営業活動を開始した際に、「ユーザがいちいち各社のプレフィックス番号をダイヤルしなくてもすむように」との配慮から導入が開始された。
ちなみに日本におけるLCRの基本特許は、ソフトバンク（現：ソフトバンクグループ）社長の孫正義が「回線選択装置管理システム」の名称で1989年に取得している。フォーバルと孫は元々1984年に「NCC BOX」の名称でLCRに相当する機能を持つ外付けアダプタを共同開発しており、フォーバルはこの商品を全国の中小企業に無料配布してロイヤリティーを新電電から徴収することにより、創業後最速での店頭公開（のちのジャスダック上場に相当）し、データベース事業の失敗で借金苦にあえいでいた日本ソフトバンク（当時）は10億円とも20億円とも言われるこの商品の売上で経営危機を脱したという。

## 提供形態

### 家庭向け
家庭向けでは主に電話機に内蔵されるか、もしくは外付けのアダプタ形式で提供される。ただシステムの運営は各通信事業者が行っているため、「LCR」とうたっていても実際には「NTTか自社か」の選択機能しか持たないものも中には存在する。また一般に比較は通常の料金ベースで行われ、各社が提供している割引サービスによる割引は考慮されないため、場合によってはむしろ通話料金の高い事業者を選択してしまう場合もある。このため、実態をより反映する「ACR」に名称を変更している事業者もある。
最近では通話料金の低下が進んだことに加え、マイラインおよび、IP電話アダプタを内蔵したADSLモデムやブロードバンドルーターとこの機能が競合してしまうなどの問題が発生することから、LCRの必要性は薄れている（ただし、携帯電話あての通話については、後述のように現在でも事業者識別番号が必要であるため、アダプタや機能が内蔵された電話が現在も存在する。ただし、接続する回線がひかり電話を含むIP電話では意味を成さない）。一部の通信事業者では着メロのダウンロードサービスなどと組み合わせる形でサービスを継続していたが、2006年に入り着メロサービスは相次いで中止されている。

#### 主なサービス
- ルート88/SuperLCR/SuperACR/SuperACR2（日本テレコム/ソフトバンクテレコム）
- コミスタ（NTTコミュニケーションズ）
- αmini/αminiII/α-LCR/α-LCR2/α-LCR3/α-ALPHA5/MyLCR/MyACR/001アクセス/77セレクティ（KDDI）
- 東京電話アダプター（TTNetアダプター。TTNet/フュージョン・コミュニケーションズ）

#### 現在
現在ではマイライン対象通話向けのLCRを内蔵する電話機は販売されなくなったが、携帯電話宛通話（マイライン対象外）向けのACR機能を搭載した電話機が一部販売されている。これは、利用したい通信事業者の識別番号を事前に設定をすることで、携帯電話宛の通話の際に電話機が自動で識別番号をダイヤルし、指定した通信事業者を利用するもの。
但し、これとてIP電話等を利用している場合は、それらと競合する場合がある。

### 企業向け
企業向けでは構内交換機（PBX）にあらかじめこの機能が組み込まれている場合が多い。この場合、回線選択に必要な料金データベース等の設定はPBXを納入する業者が個別に行うのが普通。そのため、その企業が何か特別な割引サービスを利用しているような場合でも、それを反映した形で回線選択を行うことができる。
特に大企業になると、かつては専用線等を利用した内線網を持つことが多かったため、外線通話にも極力内線網を利用できるようにする機能を持つPBXを使うことが多かった。例えば、東京の本社から札幌のクライアントに通話したい場合は、本社から内線網を経由した上で札幌支社のPBXから外線発信するようにするといった設定を行う。
近年はIP電話（特にIPセントレックス）の普及に加え、個別に回線を選択するよりも、利用する通信事業者を一社に集約してボリュームディスカウント（一括利用割引）契約を利用した方が結果的に通話料金の支払額が減少するといった理由から、企業においてもLCR機能の必要性は薄れつつある。